# Неко (музикант)
Тахір Неят Йозілмазель або Неко (тур. Tahir Nejat Özyılmazel, нар. 1948, Йозгат) — турецький співак і актор.
Випускник Пертевіальної середньої школи. Є членом Національного олімпійського комітету Туреччини, багато разів займав керівні посади в клубі гімнастики Бешикташ. Одружився з Оєю Гермен 20 січня 1975 року. Від цього шлюбу у нього є дві дочки: Зейнеп, яка народилася 15 серпня 1978 року, та Айше, яка народилася 24 жовтня 1979 року.
12 жовтня 2007 року Неко розлучився з Оєю Гермен і одружився з Іділ Ерге 13 квітня 2008 року. Від цього шлюбу 10 листопада 2008 року народилася донька Лейла. У 2002—2004 роках він три сезони грав з Тюрканом Чораєм, Галуком Білгінером та Олпаном Ілханом у серіалі Tatlı Hayat. У артиста також є два власні фільми.

## Музичне життя
- У 1964 році його музичне життя розпочалося з оркестру Altınparmaklar .
- Між 1965 та 1966 роками він грав з оркестром «Лінії» .
- У 1967 році працював в оркестрі «Силуети» .
- Наприкінці літа 1967 року разом з Муратом Сесом — Азізом Азмет та Айдіном Даругою вони покинули оркестр «Силуети» та створили групу «Монголи» Незабаром покинув групу.
- В зимовий сезон того ж року він почав співпрацювати з оркестром «Айдемір Мете». Приєднався до одного з відомих оркестрів тих часів — Ілхана Феймана.
- З цією групою він реалізував свою першу радіопрограму (2 лютого 1968 р.).

Ім'я Неко вперше в цій програмі вигадала Ілхан Фейман .
- Приєднався до Serif Yüzbaşıoğlu оркестру в 1969 році і працював з Асимом Екреном, Сельчуком Башаром, Угур Basar, Синій Робером і іхсан Kayral .
- Брав участь у створенні Стамбульського оркестру розвитку з групою, яка покинула Шерифа Юзбашиоглу в кінці 1970 року.
- У 1971 р. Він брав участь у Бергері, одній із провідних ролей у відомому мюзиклі «ВОЛОС — ВОЛОС».
- Повернувся до свого музичного життя в середині 1974 року і почав працювати сольно під сценічним ім'ям Neco.
- (1974 / листопад) Було випущено перші 45-ки (грамплатівки 45 об./хв.).
- У 1975 р. (Don't Be Angry / Pink Panther).
- У 1989 році він здобув великий успіх завдяки ролі Че у всесвітньо відомому мюзиклі Evita.
- Через рік розпочалися закордонні фестивалі, конкурси та концерти артиста. Він приділяв велику увагу цим видам акцій.
- Написав музику до «Знедолених», роботу над якою розпочав наприкінці 2000 року

## Нагороди
Відповідно;
1. 1976 р. Міжнародний музичний фестиваль Сопот (Польща) — кращий співак та другий приз.
2. 1976 р. Стамбул 1. Перший приз Міжнародного музичного фестивалю
3. 1977 р. Запрошений артист Братиславського музичного фестивалю.
4. 1978 р. Музичний фестиваль Golden Orfe — найкращий співак та другий приз
5. З 1982 року пісенний конкурс Євробачення / Хані, Англія / Харрогейт посіла 15 місце з 20 балами.
6. 1982 червень / Сеульський музичний фестиваль — найцінніший співак і третя премія.
7. 1986 1. Міжнародний музичний фестиваль Çeşme — перший приз.

Усі вітчизняні та міжнародні художники брали участь у роботі; Конкурси, концерти, представництво, конференції, панелі, телевізійні програми, концерти зі змістом допомоги та дослідження клубів та асоціацій завоювали понад 150 нагород.

## Ролі
1. Людина, яка забула сміятися / що це таке (1974)
2. Вони / Пам Пам (1975)
3. Рожева пантера / не сердься (1976)
4. Той ранок / ненависть (1976)
5. Якщо я приведу тебе до мене / Doomsday (1977)
6. Художник / Хто ти (1978)
7. Нічого собі / Батьківщина (1979)

Музичні альбоми
1. Чудо Неко (1977)
2. Чотири пори року (1979)
3. До сьогодні та завтра (1984)
4. Залиши мої мрії (1989)
5. Легке світло (1991)

## Фільмографія

### Кіно
- День майбутнього — 2010 (Тимур)
- Усміхнений світ — 1984 рік
- Бізім Сокак — 1981 (жорстокий Девід)
- Смійся з троянди — 1977 рік
- Водій Мехмет — 1976 рік

### Телесеріали
- Kurtlar Vadisi Ambush — 2007—2011 (Мехмет Фікрет Хазарбейоглу)]
- Солодке життя — 2001 (Йорго)

## Цікаво
1. Перший прямий ефір телебачення (Silhouettes and TRT Studios) у 1967 р[2]
2. Перший прямий ефір на телебаченні з джазовим оркестром TRT у 1975 р. / З назвою Neco. [джерело?]
3. Перший і єдиний художник, який знявся у трьох відомих світових класичних фільмах. «Волосся» — «Евіта» — «Суперечки»
4. Перший митець, який виграв нагороду від Всесвітнього олімпійського комітету (МОК). 1992 / рік у нагороді художника / спортивного хлопця Туреччини[3]